# Polifemo (banda)
Polifemo fue una banda de rock argentino cuyos integrantes eran David Lebón, Rinaldo Rafanelli y Juan Rodríguez. El trío era el habitual grupo soporte de Sui Generis, hasta que decidieron presentarse por separado, un par de meses antes de la disolución del dúo. El éxito llegó con los simples "Suéltate rock and roll" y "Oye Dios, qué me has dado".
Fueron el grupo revelación del verano de 1976 y su popularidad se afianzó con los numerosos shows que brindaban. Para la grabación del primer álbum se incorporó el tecladista Ciro Fogliatta. Esta placa fue presentada con Pappo como guitarrista invitado, en el Luna Park, en agosto de 1976. Tanto el disco como el recital recibieron muy duras críticas de parte de la prensa especializada, con lo que la estabilidad de la banda comenzó a decaer. Cuando salió a la calle "Volumen 2" (1977), la banda estaba virtualmente disuelta.

## Colaboraciones y virtual reunión
Tanto Rafanelli como Juan Rodríguez se cruzaron en infinidad de proyectos (como el grupo "El Adoquín" junto a Gady Pampillon). Rafanelli será durante un tiempo bajista de Seleste, y será parte del disco "Nayla" de Lebon en 1979.
El 13 de septiembre de 2019 la reunión de Lebón, Rafanelli y Rodríguez tuvo lugar en el Gran Rex, al tocar juntos una reversión del clásico "Suéltate rock and roll" para la presentación en vivo del disco "Lebon&Co" del 2019.

## Discografía
- Polifemo (1976)
- Volumen 2 (1977)
- Archivos de EMI (Recopilación) (2001)

## Músicos
- David Lebón: guitarra, teclados, batería y voz
- Rinaldo Rafanelli: bajo, guitarra, teclados y voz
- Juan Rodríguez: batería
- Ciro Fogliatta: órgano, teclados y clarinete y  voz

- Datos: Q9061434